# Rudolf Konopa

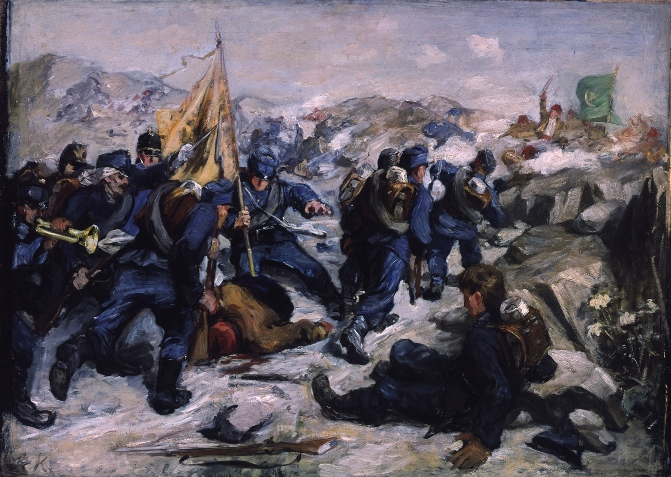
Infanterieangriff 1878.

Rudolf Konopa (* 2. Februar 1864 in Wien; † 6. Oktober 1936 in Scheibbs) war ein österreichischer Porträt-, Landschafts-, Stillleben- und Genremaler.

## Leben
Rudolf Konopa kam vierzehnjährig zu einem Industriemaler in die Lehre. Im Jahre 1881 trat er in die Akademie der bildenden Künste in Wien ein, wo er zunächst zwei Jahre bei Rudolf Karl Huber studierte; dann drei Jahre bei Josef Mathias Trenkwald. In weiterer Folge erhielt Konopa den Meisterschulpreis der Akademie. Er unternahm Studienreisen nach Frankreich, England und Italien. Dabei stand er in Paris mit Eugen Jettel, in Fiesole mit Arnold Böcklin in Verbindung. Ab 1890 war er Mitglied des Wiener Künstlerhauses, von 1900 bis 1906 auch des Hagenbundes.
Als etablierter Maler fand Rudolf Konopa relativ bald nach Ausbruch des Ersten Weltkriegs Aufnahme in der Kunstgruppe des k.u.k. Kriegspressequartiers. Ab dem 26. Mai 1915 bis November 1918 war er als Kriegsmaler an der Balkan- und an der Ostfront künstlerisch im Einsatz. Mehrere Werke aus dieser Zeit befinden sich heute in den Sammlungen des Heeresgeschichtlichen Museums in Wien. In seinem Todesjahr 1938 fand im Wiener Künstlerhaus eine Gedächtnisausstellung statt.
Konopa malte Porträts, Genrebilder, Landschaften, Interieurs und Stillleben in einem gemäßigten Impressionismus, blieb aber eher der Wiener Stimmungsmalerei von Emil Jakob Schindler verpflichtet. Weitere Werke Konopas befinden sich in den Sammlungen des Belvedere Wien sowie des Musée d’Orsay in Paris.

## Werke (Auswahl)
- Österreichischer Infanterieangriff während des Bosnienfeldzuges 1878, um 1880, Öl auf Leinwand, ca. 50 × 70 cm, Heeresgeschichtliches Museum, Wien.
- Plakat: Zeichnet 8.Kriegsanleihe, 1918, Lithografie, 125,6 × 94,5 Leopold Museum, Wien.